# Laevicephalus harrisi
Laevicephalus harrisi är en insektsart som beskrevs av Ross och Hamilton 1972. Laevicephalus harrisi ingår i släktet Laevicephalus och familjen dvärgstritar. Inga underarter finns listade i Catalogue of Life.